# Pfraunstetten
Pfraunstetten ist ein Ortsteil der Gemeinde Allmendingen im Alb-Donau-Kreis in Baden-Württemberg. Im Zuge der Gemeindegebietsreform in Baden-Württemberg wurde am 1. Januar 1974 die Gemeinde Niederhofen mit dem Ortsteil Pfraunstetten zu Allmendingen eingemeindet.
Das Dorf liegt circa vier Kilometer westlich von Allmendingen und ist über die Kreisstraße 7422 zu erreichen.

## Geschichte
Pfraunstetten wird 1302 erstmals überliefert, als der Ort von den Grafen von Berg und von Veringen teilweise dem Kloster Söflingen übereignet wurde, das in der Folge den ganzen Ort erwarb.
Mit dem Kloster Söflingen fiel der Ort im Rahmen der Säkularisation 1803 an Bayern und durch den Grenzvertrag zwischen Bayern und Württemberg 1810 an das Königreich Württemberg.

## Sehenswürdigkeiten
- Kapelle St Ulrich, erbaut in der zweiten Hälfte des 18. Jahrhunderts